# ماو اينو
ماو اينو (باليابانية: 井上真央) هي ممثلة يابانية، ولدت في 9 يناير 1987 بيوكوهاما في اليابان.

## أعمال

### أفلام
- (2007) كايدان

## وصلات خارجية
- ماو اينو على موقع IMDb (الإنجليزية)
- ماو اينو على موقع أول موفي (الإنجليزية)
- ماو اينو على موقع قاعدة بيانات الفيلم (الإنجليزية)
- ماو اينو على موقع ANN person (الإنجليزية)